# 大河内奈々子
大河内 奈々子（おおこうち ななこ、1977年6月5日 - ）は、日本の女優。東京都出身。身長168cm。オスカープロモーション、プラチナムプロダクションを経て、HONESTに所属。

## 略歴
15歳の時に『セブンティーン』（集英社）の専属モデルとなる。
CM、ドラマ、映画出演を重ね、2004年、『牡丹と薔薇』でブレイク。
翌年には、ドラマ『新キッズ・ウォー』において生稲晃子に代わり、主人公の大月かおり役で出演。
2006年11月27日に俳優・脚本家の宅間孝行と結婚。2008年3月16日に妊娠4か月であることを発表、同年9月4日に第一子となる男児を出産。
2010年5月にブログを開設。
2012年5月7日、宅間孝行と離婚。
2014年8月8日、4歳年下のジムのインストラクター男性と再婚。
2015年からはフラワースタイリストとしても活動する。
2019年末、オンラインフラワーショップ「blooom」（ブルーム）を立ち上げた。

## 出演

### テレビドラマ
- 恋のバカンス（1997年、日本テレビ） - 田村則子 役
- ギフト 第5話（1997年、フジテレビ） - 加奈 役
- ギャルボーイ!（1997年、テレビ朝日） - 主演・軍司晃 役
- '98新春ドラマスペシャル・味いちもんめ （1998年、テレビ朝日） - 若林美枝 役
- 月曜ドラマスペシャル「プロデューサー麻生一平の事件ファイル」（1998年12月、TBS） - 寺島薫 役
- 京都迷宮案内（1999年、テレビ朝日） - 藤原由美 役
- 大河ドラマ「葵 徳川三代」（2000年、NHK） - 千姫 役
- 土曜ワイド劇場（テレビ朝日）
  - 「警視庁女性捜査班2」（2000年11月11日） - 酒井梨恵 役
  - 「鉄道捜査官3」「津和野トンネル殺人!山口線「貴婦人号」汽笛のトリック…」（2003年9月27日） - 多田道子 役
  - 「西村京太郎トラベルミステリー44 特急スーパー北斗1号殺人事件」（2005年4月23日） - 風見ゆう子 役
  - 「天才刑事・野呂盆六8」（2013年8月10日） - 川島可子 役
  - 「警視庁・捜査一課長〜ヒラから成り上がった最強の刑事!4」（2015年5月23日） - 佐々木美樹 役
  - 「再捜査刑事・片岡悠介9」（2016年4月30日） - 秋野繭子 役
- 女と愛とミステリー「北アルプス山岳救助隊・紫門一鬼」（2002年、テレビ東京） - 真中あゆみ 役
- 天使急便（2004年、ネットシネマ.tv）
- 牡丹と薔薇（2004年、東海テレビ） - 主演・ぼたん 役
- トキオ 父への伝言（2004年、NHK） - 篠塚麗子 役[8]
- 金曜エンタテイメント「新・祇園芸妓シリーズ(2) 京都百人一首殺人事件」（2004年、フジテレビ） - 島村槇 役
- ドラバラ鈴井の巣 第7回「なんてったってアイドル」（2004年、北海道テレビ） - 原島加奈子 役
- 京都地検の女（2005年、テレビ朝日） - 水谷ナオミ 役
- 新キッズ・ウォー（2005年、中部日本放送） - 大月かおり 役
  - 新キッズ・ウォー2（2006年） - 河合（大月）かおり 役
- 金曜プレステージ「浅見光彦シリーズ26・紅藍の女殺人事件」（2007年、フジテレビ） - 三郷夕鶴 役
- 特急田中3号（2007年、TBS） - 加藤美晴 役
- 歌姫（2007年、TBS） - 小日向泉 役※脚本は宅間孝行が担当
- 月曜ゴールデン（TBS）
  - 「十津川警部シリーズ49」（2013年1月21日） - 野村ひろみ / 倉澤香菜美 役
  - 「女医・早乙女美砂『ガラスの階段』」（2013年2月4日） - 一之瀬ゆり子 役
  - 「森村誠一サスペンス 魔性の群像 刑事・森崎慎平」（2013年7月1日） - 中谷聖子 役
  - 「家庭教師が解く!2」（2014年11月10日） - 三沢瑠璃子 役
- DOCTORS〜最強の名医〜 第2シリーズ 第2話（2013年7月18日、テレビ朝日） - 江里口加奈 役
- 天国の恋（2013年10月 - 12月、東海テレビ） - 長沢伊代 役
- 水曜ミステリー9「温泉女将ふたりの事件簿3・石和温泉殺人事件」（2014年1月22日、テレビ東京） - 篠原智美 役
- SHARK 第7話（2014年2月23日、日本テレビ） - 冴島律子 役
- マルホの女〜保険犯罪調査員〜 第4話（2014年5月9日、テレビ東京） - 金子雪乃 役
- 復讐法廷（2015年2月7日、テレビ朝日） - 鳥羽紫 役
- 新・牡丹と薔薇 第1話・第2話（2015年11月30日・12月1日、フジテレビ） - 三上看護師 役[9]
- 金曜プレミアム
  - 「外科医 鳩村周五郎14」（2016年） - 篠原晴美 役
  - 「十津川刑事の肖像10」（2016年） - 青木美矢 役
- 私の愛した家康さま（2017年1月28日、名古屋テレビ） - 徳川幸子 役
- 探偵少女アリサの事件簿（2017年1月28日、テレビ朝日） - 綾羅木瑤子 役
- 精神分析医 氷室想介の事件簿〜超高層ビル密室殺人の謎〜（2022年2月26日、BS-TBS） -  米沢理恵子 役[10]

### 映画
- 岸和田少年愚連隊 BOYS BE AMBITIOUS（1996年、井筒和幸監督） - リョーコ 役
- ルーズソックス（1997年、今関あきよし監督）
- ズッコケ三人組 怪盗X物語（1998年、鹿島勤監督） - 岩崎和恵 役
- 生きない（1998年、清水浩監督） - 美つき 役
- 惚れたらあかん 代紋の掟（1999年、和泉聖治監督） - 小田真夏 役
- 絵里に首ったけ（2000年、三原光尋監督） - 主演・森永絵里 役
- ケイゾク/映画 Beautiful Dreamer（2000年、堤幸彦監督） - 磯山章子 役
- Last Dance-離婚式（2001年、筒井寛監督）
- RED HARP BLUES レッド・ハープ・ブルース（2002年、高橋正弥監督）
- OKITE-やくざの詩（2003年、松方弘樹監督）
- ジェイ・ストームムービー「ファンタスティポ」（2005年、薮内省吾監督） - マシュウコ 役
- かぐらめ（2015年、奥秋泰男監督） - 居酒屋の女将 役
- 天使に“アイム・ファイン”（2016年、園田映人監督） - 風香の母親 役

### オリジナルビデオ
- 学校怪談 呪われた記憶 - 主演・九段九鬼子 役
- ライン the line（1999年） - 主演・冬子(雑誌記者) 役
- Saturday Nightmare〜のろいのサマーバケーション（2000年、清水厚監督） - 主演・稲森七海 役
- 起業士・天馬 〜運命よ そこをどけ 俺が通る（2004年、爲川裕之監督） - 真弓 役[11]
- 鉄砲玉、弾ンだ（2004年） - ジュンコ 役

### バラエティ・音楽番組
- 嗚呼!バラ色の珍生!!（1996年4月 - 1997年3月、日本テレビ） - 司会
- ジャングルJUNGLE（1997年4月11日 - 1997年9月19日、テレビ東京） - レギュラー回答者
- 新・真夜中の王国（1998年、NHKBS2）司会
- 発掘!あるある大事典（1999年5月16日の放送）
- N響アワー（2005年4月 - 2006年3月、NHK教育） - 司会

### 舞台
- 滝口炎上（2015年5月29日 - 30日、明治座） - ヒロイン・たま 役[12][13]

### ゲーム
- ØSTORY（2000年4月27日、エニックス） - 古木野真帆 役

### CM
- 学生情報センター Nasic
- ツムラ モルティ
- アサヒ飲料 三ツ矢サイダー※井原正巳、小島聖らと共演
- モンデリーズ・ジャパン バブリシャス
- 資生堂 タイムエスケープホワイト